# Aeglocryptus nigricornis
Aeglocryptus nigricornis là một loài tò vò trong họ Ichneumonidae.